# Брюквенная зима

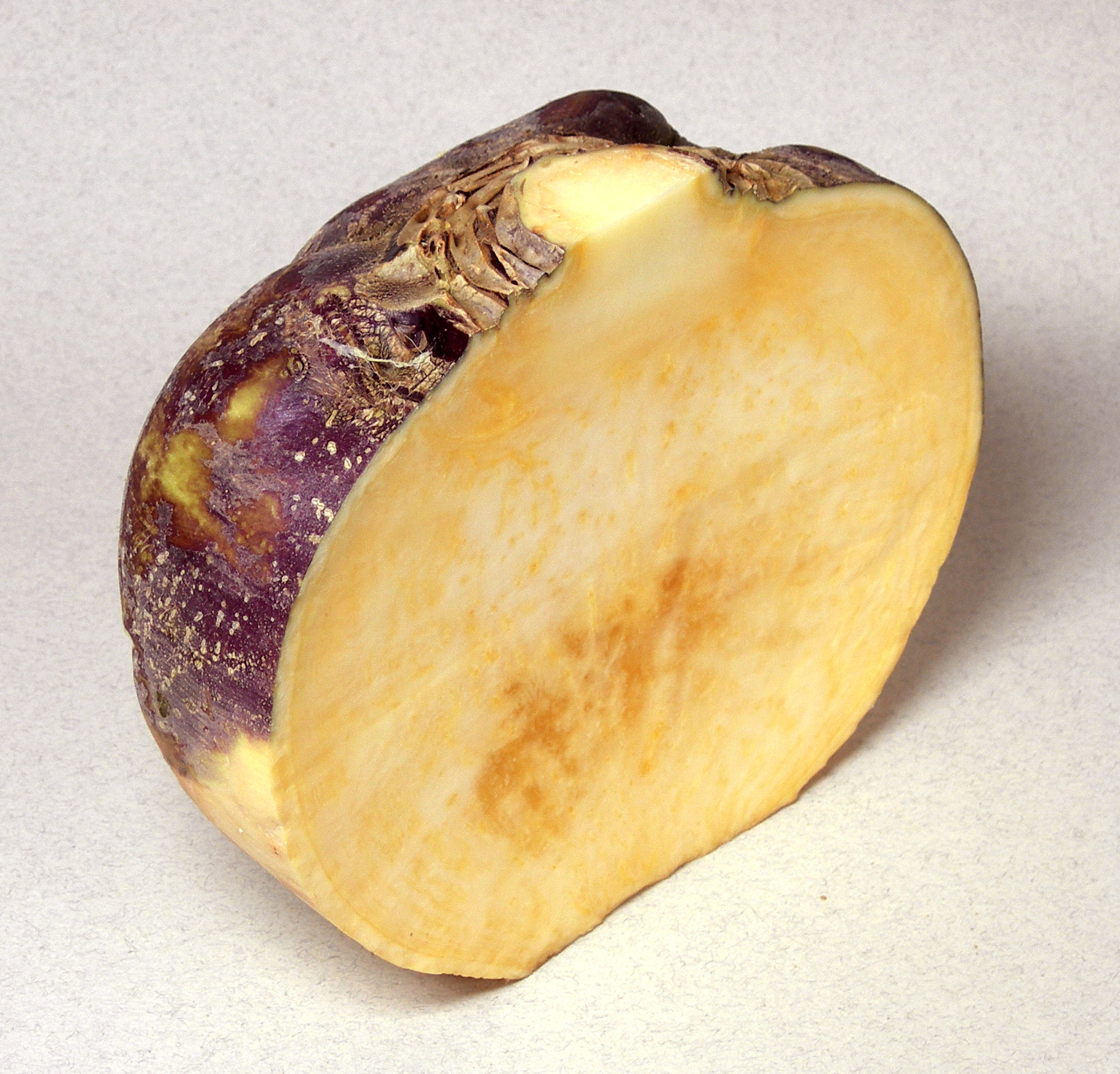
Брюква, основной продукт питания в Германии зимой 1916—1917 годов

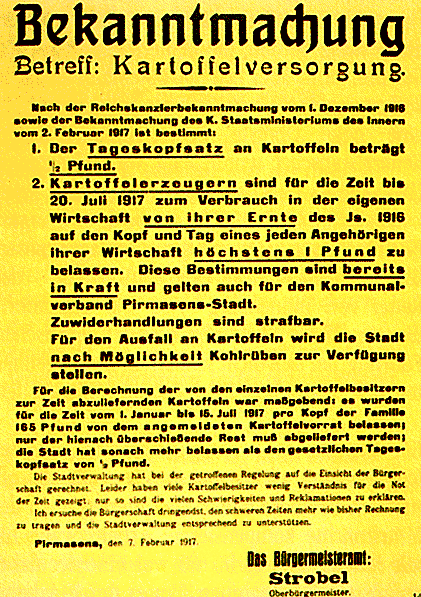
Объявление о вводе карточек на картофель. Пирмазенс. 1917

Брюквенная зима (нем. Steckrübenwinter) — массовый голод, случившийся в Германской империи в Первую мировую войну зимой 1916—1917 годов и вызванный неурожаями и блокадой Германии на море со стороны Великобритании.
До войны Германия импортировала почти треть продовольствия из-за рубежа и являлась самым крупным импортёром сельскохозяйственной продукции в мире. С началом войны в 1914 году Великобритания наложила на Германию эмбарго и эффективно применяла морскую блокаду, которая продолжалась до 1919 года. Российская империя также прекратила поставки продовольствия в Германию. Наконец, в январе 1917 года США также свернули тайную торговлю с Германией через нейтральные страны. Сельское хозяйство Германии испытывало дефицит трудовых ресурсов, тягловых животных и минеральных удобрений и сталкивалось с транспортными проблемами. Германия была вынуждена ввести карточную систему.
В начале 1916 года на рынке Германии практически полностью отсутствовали мясо и мясные продукты, поэтому потребление картофеля возросло в 2,5 раза по сравнению с довоенным уровнем. Осень 1916 года выдалась дождливой, посадки картофеля пострадали от фитофтороза, и урожай картофеля составил лишь половину от прошлогоднего. В вопросе обеспечения продовольствием Германия проиграла войну ещё в 1916 году. Брюква, растение рода капуста, которая ранее шла на корм скоту, стала для широких слоёв населения основным продуктом питания. Из неё готовили супы, пудинги, котлеты, колбасу, мармелад и хлеб. Брюквенная зима тяжело ударила по моральному духу немцев: они чувствовали себя тем же скотом, который перед отправкой на забой на фронт откармливали брюквой. Брюкву прозвали «клубнем Гинденбурга» в честь начальника Генерального штаба Пауля фон Гинденбурга. Её пытались также безуспешно рекламировать под новым названием «восточнопрусский ананас». Зимой 1916—1917 года ударили морозы, а немцы не имели возможности отапливать жильё из-за дефицита угля. Для бедняков открылись бесплатные столовые.
Критического уровня снабжение населения продовольствием достигло весной 1917 года. Собранный осенью 1917 года урожай несколько смягчил ситуацию, хотя и оказался вполовину меньше обычного. Энергетическая ценность дневной нормы продовольствия на человека составляла в среднем менее 1150 ккал. Катастрофическое положение с продовольствием вызвало волну забастовок, начавшихся в Берлине и Лейпциге и больно ударивших в апреле 1917 года по оборонной промышленности. В 1914—1918 годах в Германии от голода и недоедания умерло около 800 тыс. человек. Население также испытывало проблемы с гигиеной: немцам на месяц полагалось по карточкам только 50 г мыла, содержавшее лишь 20 процентов жира, а в качестве наполнителя использовались глина и талькохлорит. С весны 1918 года Германия пережила три волны испанского гриппа.